# 蕭錦
蕭錦（英語：Siu Kam，1938年3月8日—1993年6月29日），別名: 高峰，臺灣及香港電影演員、香港電視藝員。

## 履歷[1][2]
- 香港電影圈裡人稱蕭錦為「大隻錦」，身高2.11米（6.9英尺），體重112.5（248磅）；
- 蕭錦的師傅邵漢生在1965年3月曾為他登報徵婚；
- 1959年開始演出電影[2]；
- 蕭錦的銀幕處男作是《乖侄》(1959年，飾演蔡建成)，息影作《識英雄重英雄》(1980年)，角色通常飾演大力士、巨人等強者，一生在香港參演30多齣電影。

## 家庭
- 1979年2月6日(星期二)，在臺灣拍片及經營出入口生意的蕭錦偕新婚臺灣妻子黃春蓮從臺灣返抵香港，辦理香港居留手續[3]她亦是高頭大馬，曾被邀在電影客串；蕭錦的兒子在1979年出生[2]。

## 電視
- 1986年 神燈 飾 燈神
- 1986年 哪吒 飾 聞太師

## 外部連結
- 香港電影資料館：蕭錦參演電影的記錄[永久]
- 香港影庫：蕭錦 （页面存档备份，存于）